# Cantó de Pont-de-Beauvoisin
El cantó de Pont-de-Beauvoisin és un cantó francès del departament de la Isèra, situat al districte de La Tour-du-Pin. Té 14 municipis i el cap és Pont-de-Beauvoisin.

## Municipis
| - Les Abrets - Aoste - La Bâtie-Montgascon - Chimilin - Corbelin - Fitilieu - Granieu | - Pont-de-Beauvoisin - Pressins - Romagnieu - Saint-Albin-de-Vaulserre - Saint-André-le-Gaz - Saint-Jean-d'Avelanne - Saint-Martin-de-Vaulserre |

## Història
| Data d'elecció                           | Identitat     | Partit                          | Qualitat |
| ---------------------------------------- | ------------- | ------------------------------- | -------- |
| 1952-1958                                | Alfred Paget  | SFIO                            |          |
| 1958-1976                                | René Marrel   | RI                              |          |
| 1976-1982                                | Georges Bally | PS                              |          |
| 1982-2001                                | Yves Touraine | UDF, després RPR                |          |
| 2001-                                    | Serge Revel   | Verts-EE, després Divers gauche |          |
| les dades anteriors no són pas conegudes |               |                                 |          |
|                                          |               |                                 |          |

| 1962   | 1968   | 1975   | 1982   | 1990   | 1999   | 2007   |
| ------ | ------ | ------ | ------ | ------ | ------ | ------ |
| 14.229 | 14.999 | 15.400 | 16.676 | 17.322 | 18.012 | 21.415 |